# Luperina nigrescens
Luperina nigrescens là một loài bướm đêm trong họ Noctuidae.